# Магическое мышление
Маги́ческое мышле́ние — убеждение о возможности влияния на действительность посредством символических психических или физических действий или мыслей. Магическое мышление предполагает причинную связь между личным опытом и материальным миром, подразумевая возможность влияния на природные явления.  
Изучение магического мышления было значимым для социологии и антропологии на начальном этапе их развития в XIX веке. Предполагалось, что этот тип мышления является частью большинства религиозных представлений и характерен для традиционных культур, которые противопоставлялись западной научной рациональности и рассматривались как «примитивные». Этот подход оказал влияние на психологию XX века, прежде всего на таких исследователей, как Зигмунд Фрейд и Жан Пиаже.

## История изучения
Изучение магического мышления было значимым для социологии и антропологии на начальном этапе их развития в XIX веке. Предполагалось, что этот тип мышления является частью большинства религиозных представлений и характерен для традиционных культур, которые противопоставлялись научной рациональности западных обществ и рассматривались как «примитивные». 
Зигмунд Фрейд выдвинул идею двух основных форм мышления и связал их с развитием индивида. Эта модель объясняла этапы развития человеческих культур, которые, согласно исследованиям ранних антропологов, эволюционировали от магии и религии к рациональности и науке. Согласно Фрейду, существуют две основные формы мышления: первичный и вторичный процессы, которые отражают этапы развития личности, от детства к состоянию взрослого. Магическое мышление является формой первичного процесса, который управляется инстинктивными желаниями (принцип удовольствия), игнорирующими внешние ограничения. Вторичный процесс, противопоставленный первичному, связан с возникновением Эго, когда рациональные оценки (принцип реальности) начинают обеспечивать адаптацию к внешней среде. 
В главе «Анимизм, магия и всемогущество мысли» трактата «Тотем и табу» (1913) Зигмунд Фрейд высказывает гипотезу, что именно магическое мышление лежит в основе анимизма, религии и народных суеверий, а также, возможно, искусства. Отправление определённого ритуала (жертвоприношения, молитвы) или соблюдение табу, по логике магического мышления, способно вызвать тот или иной желаемый результат. Например, некоторые заклинания дождя строятся на имитации дождя путём мочеиспускания или подражания грозе, а заклинания плодородия — на демонстрации полового акта. Примитивные люди как бы «играли в дождь». При этом «расстояние не играет никакой роли и телепатия принимается как нечто само собой понятное». Согласно Фрейду,

…у примитивного человека имеется громадное доверие к могуществу его желаний. В сущности, всё, что он творит магическим путём, должно произойти только потому, что он этого хочет.
В своей книге «Аргонавты западной части Тихого океана» (1922) антрополог Бронислав Малиновский писал об аборигенах тробрианских островов, что их вера в реальность сверхъестественных явлений обусловлена традицией и магическим наследием, которое оставило «знаки и следы» мифических событий и которое связывает мифическое прошлое и настоящее. Малиновский отмечал магическую силу, оставленную предками; по его мнению, для аборигенов это прошлое не является чем-то далёким, а воспринимается как нечто близкое, «живое и истинное». Малиновский считал магию и миф взаимообусловленными и связанными с социальными институтами. Из мифа следовали «магические формулы», а магия указывала на истинность мифа; функция мифа зачастую заключалась в обосновании магической системы. Согласно Малиновскому, и миф, и магия лежали в основе социальных институтов, на которые миф влиял через магию. Малиновский писал:

…Если мы вспомним, что и здесь, как и во всех других верованиях в чудесное и сверхъестественное, существует лазейка для противодействующих сил, а чёрная магия, будучи неправильно или неэффективно выполненной, разрушается из-за нарушения табу, неправильно произнесенных заклятий или по ещё каким-либо причинам, и что, с другой стороны, внушение сильно влияет на жертву и ослабляет её естественное сопротивление, что, кроме того, все болезни неизменно приписываются тому или иному магу, который, правда это или нет, зачастую открыто признает свою ответственность ради укрепления своей репутации, — то, приняв все это во внимание, мы без труда поймем, почему вера в чёрную магию процветает, почему никакая эмпирическая очевидность не может её подорвать, и почему колдун верит в собственные силы не меньше, чем его жертва. По крайней мере трудность понимания этого такова, как и при объяснении многих современных примеров результатов от, например, чудес исцелений верой (при помощи сайентологии или в Лурде), или при любом излечении с помощью молитв и благочестия.

Жан Пиаже, как и Фрейд, рассматривал магическое мышление у детей. На основе опросов среди детей он сделал вывод, что ребёнок в возрасте до семи или восьми лет считает свои действия причиной событий в материальном мире. Так, дети думают, что могут воздействовать на движение небесных светил или вызывать ветер, размахивая руками. Пиаже считал магическое мышление следствием «глубокого эгоцентризма»: ребёнок видит себя центром вселенной, не различая «интрапсихический» опыт и причинность в материальном мире. В дальнейшем, согласно Пиаже, эта стадия преодолевается благодаря дифференциации двух областей: магическое мышление сменяется рациональным и научным. Пиаже, как и Фрейд, хотя менее явно, соотносил эти стадии с постепенным развитием человеческих культур от магии и религии к рациональности и науке.

## В современной науке
Согласно современным исследованиям, у детей есть магическое мышление, однако оно не так распространено, как ранее предполагалось; дети могут воспринимать причинные связи в намного более раннем возрасте, чем считал Пиаже. Мышление взрослых может включать элементы магического мышления в рамках религиозных представлений, которые, однако, затрагивают более сложные вопросы о жизни, смертности, бытии и т. д. и поэтому отличаются от детского магического мышления. 
В психиатрии магическое мышление считается нормальным у детей до 3—5 лет. Магическое мышление часто встречается при расстройствах шизофренического спектра. В частности, в Международной классификации болезней 10-го пересмотра (МКБ-10) и в американском Диагностическом и статистическом руководстве по психическим расстройствам 5-го издания (DSM-5), магическое мышление указано как один из симптомов шизотипического расстройства.
Современная психиатрия относит проявления магического мышления к расстройствам адаптации, а когда человек начинает посещать колдунов, экстрасенсов или астрологов, строя жизнь по их рекомендациям, либо становится членом секты, либо погружается в мир эзотерических учений, оно классифицируется как «магифренический синдром».

## В эстетике
О значении магического мышления для литературы и искусства Фрейд писал в статье 1919 года «Жуткое». Французский психоаналитик Октав Маннони в 1969 году объяснил с помощью магического мышления ряд парадоксов эстетики. Например, популярность фильмов ужасов и ряда других жанров объясняется тем, что несмотря на то, что основные их ходы и приёмы заранее известны зрителю, и несмотря на то, что он прекрасно осознаёт нереальность происходящего на экране, подсознательно он желает вернуться на уровень «детского», магического мышления. Этот парадокс предпочтения «детского» анимистического способа восприятия мира восприятию «взрослому», научному, Маннони выразил формулой: «Да, я знаю, но тем не менее…» (фр. Je sais bien, mais quand même…).

## Комментарии
1. ↑  В оригинале — «Christian Science», рус. Христианская наука.